# Unámichi
Unámichi (en idioma ópata: "Vista al río") es una localidad tipo congregación del municipio de Bacoachi, ubicada en el norte del estado mexicano de Sonora en la zona de la Sierra Madre Occidental, cercano al afluente del río Sonora y asentada en la orilla de la carretera estatal 89. Su nombre es de origen Opata que significa: Donde da vuelta el viento.  El pueblo es la segunda localidad más habitada del municipio, ya que según datos del Censo de Población y Vivienda realizado en 2020 por el Instituto Nacional de Estadística y Geografía (INEGI), la localidad cuenta con 239 habitantes.

## Geografía
Véase también: Geografía del municipio de Bacoachi.
Unámichi se localiza bajo las coordenadas geográficas 30°39′11" de latitud norte y 109°58′44" de longitud oeste del meridiano de Greenwich, a una elevación media de 1077 metros sobre el nivel del mar. Su zona habitada tiene un área de 0.35 km² Ubicado en la parte alta de la Sierra Madre Occidental, cerca de su posición se encuentran las serranías de Buenos Aires, Púrica, de Ajos y de Bavispe, estas dos últimas fueron decretadas juntas en el año de 1939 como Área Natural Protegida, como reserva forestal nacional y refugio de vida silvestre. Está asentado sobre la carretera estatal 89 en el tramo Bacoachi-Cananea, dicha carretera es por donde circula la mayoría de la ruta del río Sonora, una ruta turística que visita varios pueblos antiguos fundados en las orillas del río Sonora.
El único cuerpo de agua importante que fluye cerca es el río Sonora procedente de la ciudad de Cananea, pasando de norte a sur a aproximadamente 2 km al oeste de la localidad.

## Gobierno
Véase también: Gobierno del municipio de Bacoachi.
Unámichi es una de las 39 localidades que conforman el municipio de Bacoachi, su sede de gobierno se encuentra en la cabecera municipal de éste, el pueblo de Bacoachi, cuyo ayuntamiento está integrado por un presidente municipal, un síndico, 3 regidores de mayoría relativa y 2 de representación proporcional, electos cada tres años. Por la cercanía por la cabecera, no es necesario que esta localidad haya un auxiliar o comisario designado.